# What If...? (serie animata)
What If...? è una serie animata statunitense creata da A.C. Bradley per il servizio di streaming Disney+, basata sull'omonima serie a fumetti di Marvel Comics. Esplora delle versioni alternative dei film del Marvel Cinematic Universe; è la prima serie animata dei Marvel Studios. È sceneggiata da Bradley e diretta da Bryan Andrews.
Nel settembre 2018 i Marvel Studios hanno annunciato lo sviluppo di una serie per Disney+ basata sui fumetti What If...? La serie è stata annunciata un mese dopo; molti personaggi della serie sono doppiati dagli stessi attori che li interpretano nei film. Ryan Meinerding, responsabile dello sviluppo visivo dei Marvel Studios, ha contribuito a definire lo stile di animazione in cel-shaded della serie, progettato come richiamo ai film. Parte dell'animazione della prima stagione è stata fornita da Squeeze, con Stephan Franck a capo dell'animazione.
La prima stagione è stata resa disponibile a partire dall'11 agosto 2021 ed è composta da 9 episodi. Fa parte della Fase Quattro del MCU; la seconda stagione, sempre composta da 9 episodi, è stata pubblicata a cadenza giornaliera dal 22 dicembre 2023; mentre la terza ed ultima stagione, composta da 8 episodi, è stata pubblicata a cadenza giornaliera dal 22 dicembre 2024 e fa parte della Fase Cinque del MCU.

## Trama
(L'Osservatore all'inizio di ogni episodio)
Dopo gli eventi della prima stagione di Loki il multiverso è in espansione, dando così vita a nuovi universi in cui alcuni dei più importanti momenti del Marvel Cinematic Universe si svolgono in maniera differente.

## Episodi
| Stagione         | Episodi | Pubblicazione |
| ---------------- | ------- | ------------- |
| Prima stagione   | 9       | 2021          |
| Seconda stagione | 9       | 2023          |
| Terza stagione   | 8       | 2024          |

## Personaggi e doppiatori

### Principali
- Uatu l'Osservatore, doppiato da Jeffrey Wright in originale e da Paolo Marchese in italiano: Un membro della razza extraterrestre degli Osservatori, che osserva il Multiverso intervenendo solo occasionalmente negli eventi[3]. Bradley afferma che l'Osservatore è "sopra qualsiasi cosa" e ha comparato il personaggio "a un individuo che guarda un ratto trascinare una fetta di pizza lungo una strada: non è interessato a fare amicizia con il ratto, a vivere con lui o a fare quello che vuole lui. Pensa solo 'Accidenti, com'è notevole. Guarda un po' cosa fa quel tipo!' Questo è il rapporto che l'Osservatore ha con l'umanità". Bradley ha scelto Wright per il doppiaggio in quanto ha ritenuto che la sua voce trasmetta potere, carisma e autorità associati a una "personalità calorosa"[4].

### Ricorrenti
- Peggy Carter / Captain Carter[3][5], doppiata da Hayley Atwell in originale e da Ilaria Latini in italiano.
- Dr. Stephen Strange e Stephen Strange / Dr. Strange Supremo[6][7], doppiati da Benedict Cumberbatch in originale e da Francesco Bulckaen in italiano.
- T'Challa / Pantera Nera[3]; T'Challa / Star-Lord[4], doppiati da Chadwick Boseman e Maddix Robinson (da bambino) in originale e da Paolo Vivio e Adriano Venditti (da bambino) in italiano.
- Tony Stark / Iron Man[6][8], doppiato da Mick Wingert in originale e da Angelo Maggi in italiano.
- Nick Fury[3]; Sir Nicholas Fury (st. 2), doppiati da Samuel L. Jackson in originale e da Fabrizio Pucci in italiano.

### Guest star
- Steve Rogers / Captain America[6]; Steve Rogers magro / Hydra Stomper (st. 1-2); Steve Rogers / Rogers Hood (st. 2), doppiati da Josh Keaton in originale e da Marco Vivio in italiano.
- Howard Stark[3], doppiato da Dominic Cooper (da giovane, st. 1 e 3) e John Slattery (da anziano, st. 2) in originale e da Francesco Pezzulli (da giovane, st. 1 e 3) e Teo Bellia (da anziano, st. 2) in italiano.
- Dr. Abraham Erskine[7], doppiato da Stanley Tucci in originale e da Luca Biagini in italiano.
- Colonnello John Flynn[7], doppiato da Bradley Whitford in originale e da Antonio Palumbo in italiano.
- Dum Dum Dugan[3], doppiato da Neal McDonough in originale e da Roberto Pedicini in italiano.
- Bucky Barnes[3] (st. 1-2); Bucky Barnes / Soldato d'Inverno e Barnes segretario (st. 2), doppiati da Sebastian Stan in originale e da Emiliano Coltorti in italiano.
- Arnim Zola[3], doppiato da Toby Jones in originale e da Marco Guadagno in italiano.
- Johann Schmidt / Teschio Rosso[9], doppiato da Ross Marquand in originale e da Carlo Cosolo in italiano.
- Clint Barton / Occhio di Falco[3], doppiato da Jeremy Renner in originale e da Christian Iansante in italiano.
- Korath l'Accusatore[3], doppiato da Djimon Hounsou in originale e da Stefano Mondini in italiano.
- Yondu Udonta[3], doppiato da Michael Rooker in originale e da Angelo Nicotra (st. 1) e Dario Oppido (st. 2-3) in italiano.
- Kraglin Obfonteri[3], doppiato da Sean Gunn in originale e da Carlo Scipioni in italiano.
- Taserface[7], doppiato da Chris Sullivan in originale e da Metello Mori in italiano.
- T'Chaka[7] (st. 1); Re T'Chaka / Black Panther (st. 2), doppiati da John Kani (da anziano, st. 1) e Atandwa Kani (da giovane, st. 2) in originale e da Ambrogio Colombo (da anziano, st. 1) e Ruggero Andreozzi (da giovane, st. 2) in italiano.
- Thanos[3], doppiato da Josh Brolin in originale e da Alessandro Rossi in italiano.
- Drax, doppiato da Fred Tatasciore in originale e da Nino Prester in italiano.
- Nebula,[3] doppiata da Karen Gillan in originale e da Francesca Manicone in italiano.
- Carina[7], doppiata da Ophelia Lovibond (st. 1) e Kari Wahlgren (st. 3) in originale e da Giulia Greco in italiano.
- Taneleer Tivan / Collezionista[6][7], doppiato da Benicio del Toro in originale e da Massimo Lodolo in italiano.
- Proxima Media Nox[7], doppiata da Carrie Coon in originale e da Angela Brusa in italiano.
- Gamma Corvi, doppiato da Fred Tatasciore in originale e da Alessandro Budroni in italiano.
- Fauce d'Ebano[7], doppiato da Tom Vaughan-Lawlor in originale e da Giorgio Paoni (st. 1) e Enrico Pallini (st. 3) in italiano.
- Howard il papero[10], doppiato da Seth Green in originale e da Raffaele Palmieri in italiano.
- Okoye[7], doppiata da Danai Gurira (st. 1) e Kenna Ramsey (st. 3) in originale e da Rachele Paolelli in italiano.
- Peter Quill, doppiato da Brian T. Delaney (st. 1) e Mace Montgomery Miskel (da bambino, st. 2) in originale e da Andrea Mete (st. 1) e Ciro Clarizio (da bambino, st. 2) in italiano.
- Ego il pianeta vivente[7], doppiato da Kurt Russell in originale e da Edoardo Siravo in italiano.
- Natasha Romanoff / Vedova Nera, doppiata da Lake Bell in originale e da Domitilla D'Amico in italiano.
- Phil Coulson[7], doppiato da Clark Gregg in originale e da Pasquale Anselmo in italiano.
- Betty Ross, doppiata da Stephanie Panisello in originale e da Marta Filippi in italiano.
- Bruce Banner / Hulk[3] e Bruce Banner / Hulk / Mega-Hulk (st. 3), doppiato da Mark Ruffalo in originale e da Riccardo Rossi in italiano.
- Generale Thaddeus Ross, doppiato da Mike McGill in originale e da Gino La Monica in italiano.
- Loki[3], doppiato da Tom Hiddleston in originale e da David Chevalier in italiano.
- Lady Sif[7], doppiata da Jaimie Alexander in originale e da Stella Musy in italiano.
- Hank Pym / Calabrone (st. 1); Hank Pym / Ant-Man (st. 2)[3], doppiati da Michael Douglas in originale e da Rodolfo Bianchi in italiano.
- Carol Danvers / Captain Marvel, doppiata da Alexandra Daniels in originale e da Elena Perino in italiano.[6]
- Christine Palmer[7], doppiata da Rachel McAdams in originale e da Gaia Bolognesi in italiano.
- Wong[7], doppiato da Benedict Wong (st. 1) e David Chen (st. 3) in originale e da Carlo Cosolo in italiano.
- Antico[7], doppiata da Tilda Swinton in originale e da Franca D'Amato in italiano.
- O'Bengh, doppiato da Ike Amadi in originale e da Alessandro Ballico in italiano.
- Christine Everhart[7], doppiata da Leslie Bibb in originale e da Federica Mete in italiano.
- Hope van Dyne / Wasp[7] (st. 1); Hope Van Dyne (st. 2), doppiate da Evangeline Lilly (st. 1) e Madeleine McGraw (da bambina, st. 2) in originale e da Daniela Calò (st. 1) e Giulietta Rebeggiani (da bambina, st. 2) in italiano.
- Peter Parker / Spider-Man, doppiato da Hudson Thames in originale e da Alex Polidori in italiano.
- Scott Lang / Ant-Man[3], doppiato da Paul Rudd in originale e da Niseem Onorato in italiano.
- Happy Hogan[7] (st. 1); Happy Hogan / La Belva e Sir Harold "Happy" Hogan (st. 2), doppiati da Jon Favreau in originale e da Enrico Chirico in italiano.
- Kurt[7], doppiato da David Dastmalchian in originale e da Francesco Venditti in italiano.
- Sharon Carter[7], doppiata da Emily VanCamp in originale e da Chiara Gioncardi in italiano.
- Visione / J.A.R.V.I.S.[7], doppiati da Paul Bettany in originale e da Mauro Gravina in italiano.
- N'Jadaka / Erik "Killmonger" Stevens / Principe Killmonger[3], doppiato da Michael B. Jordan in originale e da Simone Crisari in italiano.
- Pepper Potts, doppiata da Beth Hoyt in originale e da Francesca Fiorentini in italiano.
- Obadiah Stane e Obadiah Stane / La Torre (st. 3), doppiato da Kiff VandenHeuvel in originale e da Paolo Maria Scalondro (st. 1) e Stefano Thermes (st. 3) in italiano.
- James Rhodes[7], doppiato da Don Cheadle in originale e da Fabrizio Vidale in italiano.
- Ulysses Klaue[7], doppiato da Andy Serkis in originale e da Ermanno Ribaudo in italiano.
- Ramonda[7], doppiata da Angela Bassett in originale e da Antonella Giannini in italiano.
- Shuri[7], doppiata da Ozioma Akagha in originale e da Erica Necci in italiano.
- Party Thor (st. 1); Thor e Re Thor Odinson (st. 2)[3], doppiati da Chris Hemsworth in originale e da Massimiliano Manfredi in italiano.
- Surtur[7], doppiato da Clancy Brown in originale e da Roberto Fidecaro in italiano.
- Darcy Lewis[7], doppiata da Kat Dennings in originale e da Alessia Amendola in italiano.
- Gran Maestro[3], doppiato da Jeff Goldblum (st. 1-2) e Matt Friend (st. 3) in originale e da Mario Cordova in italiano.
- Topaz[7], doppiata da Rachel House in originale e da Stefanella Marrama in italiano.
- Jane Foster[3], doppiata da Natalie Portman in originale e da Valentina Mari in italiano.
- Maria Hill[7], doppiata da Cobie Smulders in originale e da Federica De Bortoli in italiano.
- Korg[3], doppiato da Taika Waititi in originale e da Giorgio Reina (st. 1) e Massimiliano Alto (st. 2-3) in italiano.
- Frigga, doppiata da Josette Eales in originale e da Emanuela Rossi in italiano.
- Hogun, doppiato da David Chen in originale e da Alberto Bognanni in italiano.
- Fandral, doppiato da Max Mittelman in originale e da Daniele Blandino in italiano.
- Volstagg, doppiato da Fred Tatasciore in originale e da Gianpaolo Caprino in italiano.
- Infinity Ultron, doppiato da Ross Marquand in originale e da Stefano Alessandroni in italiano.
- Geroges Batroc[7], doppiato da Georges St-Pierre in originale e da Stefano Macchi in italiano.
- Gamora, doppiata da Cynthia McWilliams in originale e da Letizia Scifoni in italiano.
- Irani Rael / Nova Prime, doppiata da Juliane Grossman in originale e da Melina Martello in italiano.
- Yon-Rogg, doppiato da Jude Law in originale e da Niseem Onorato in italiano.
- Garthan Saal, doppiato da Peter Serafinowicz in originale e da Raffaele Palmieri in italiano.
- Groot, doppiato da Fred Tatasciore in originale e da Massimo Corvo in italiano.
- Bill Foster / Goliath, doppiato da Laurence Fishburne in originale e da Massimo Corvo in italiano.
- Dr.ssa Wendy Lawson, doppiata da Keri Tombazian in originale e da Claudia Razzi in italiano.
- Justin Hammer, doppiato da Sam Rockwell in originale e da Vittorio Guerrieri in italiano.
- Valchiria, doppiata da Tessa Thompson in originale e da Valentina Favazza in italiano.
- Melina Vostokoff, doppiata da Rachel Weisz (st. 2) e Kari Wahlgren (st. 3) in originale e da Giuppy Izzo (st. 2) e Micaela Incitti (st. 3) in italiano.
- Wanda Maximoff / Wanda-Merlino, doppiata da Elizabeth Olsen in originale e da Gemma Donati in italiano.
- Odino, doppiato da Jeff Bergman in originale e da Fabrizio Temperini in italiano.
- Kahhori, doppiata da Devery Jacobs in originale e da Giulia Franceschetti in italiano.
- Hela, doppiata da Cate Blanchett in originale e da Roberta Pellini in italiano.
- Xu Wenwu, doppiato da Feodor Chin in originale e da Antonio Sanna in italiano.
- Jiayi, doppiata da Lauren Tom in originale e da Gianna Gesualdo in italiano.
- Heimdall, doppiato da Idris Elba in originale e da Alberto Angrisano in italiano.
- Alexei Shostakov / Red Guardian, doppiato da David Harbour in originale e da Massimo Bitossi in italiano.
- Ororo Munroe / Tempesta, doppiata da Alison Sealy-Smith in originale e da Eleonora De Angelis in italiano.
- Byrdie la papera, doppiata da Natasha Lyonne in originale e da Alice Venditti in italiano.
- Eminenza, doppiato da Jason Isaacs in originale e da Alessandro Ballico in italiano.
- Incarnato, doppiato da DC Douglas in originale e da Massimo De Ambrosis in italiano.
- Esecutore, doppiato da Darin De Paul in originale e da Stefano De Sando in italiano.
- Quentin Beck / Mysterio, doppiato da Alejandro Saab in originale e da Stefano Crescentini in italiano.
- Riri Williams / Ironheart, doppiata da Dominique Thorne in originale e da Luisa D'Aprile in italiano.
- Ying Nan, doppiata da Michelle Wong in originale e da Roberta Greganti in italiano.
- John Walker, doppiato da Wyatt Russell in originale e da Massimo Triggiani in italiano.
- Agatha Harkness, doppiata da Kathryn Hahn in originale e da Emanuela Damasio in italiano.
- Kingo, doppiato da Kumail Nanjiani in originale e da Gianfranco Miranda in italiano.
- Edwin Jarvis, doppiato da James D'Arcy in originale e da Mauro Gravina in italiano.
- Sam Wilson, doppiato da Anthony Mackie in originale e da Nanni Baldini in italiano.
- Marc Spector / Moon Knight, doppiato da Oscar Isaac in originale e da Gabriele Sabatini in italiano.
- Arishem, doppiato da David Kaye in originale e da Dario Oppido in italiano.
- Xu Shang-Chi, doppiato da Simu Liu in originale e da Federico Viola in italiano.
- Xu Xialing / Hood, doppiato da Meng'er Zhang in originale e da Gaia Bolognesi in italiano.
- Kaecilius, doppiato da Jared Butler in originale e da Valerio Sacco in italiano.
- Malekith, doppiato da Steve French in originale e da Stefano Benassi in italiano.
- Zeus, doppiato da Darin De Paul in originale e da Luca Ward in italiano.
- Kate Bishop, doppiata da Hailee Steinfeld in originale e da Emanuela Ionica in italiano.
- Sonny Burch, doppiato da Walton Goggins in originale e da Riccardo Scarafoni in italiano.

## Produzione

### Sviluppo
Nel settembre 2018 i Marvel Studios avevano in sviluppo diverse serie per il servizio di streaming Disney +; Il presidente dei Marvel Studios, Kevin Feige, avrebbe assunto un "ruolo pratico" nella produzione di ogni serie, concentrandosi sulla gestione degli attori che avrebbero ripreso i loro ruoli dai film. Entro il marzo del 2019, i Marvel Studios hanno annunciato di avere in programma di creare una serie animata basata sui fumetti Marvel What If ...? per Disney +. La serie antologica, che sarebbe stata prodotta da Feige, avrebbe esplorato come l'MCU sarebbe stato alterato se determinati eventi si fossero verificati in modo diverso, con l'aspettativa che gli attori delle pellicole riprendessero i propri ruoli nel doppiaggio. Un mese dopo, la Disney e Marvel hanno annunciato la serie. Nel dicembre 2019, Feige ha rivelato che la prima stagione sarebbe stata composta da 9 episodi e che era già in corso una seconda stagione da 9 episodi.

### Sceneggiatura
Feige ha spiegato con l'annuncio della serie che sarebbero stati cambiati "momenti cruciali" dall'intero MCU, ad esempio rivelando che il primo episodio presenterà Peggy Carter che assume il siero del supersoldato al posto di Steve Rogers. A.C. Bradley è il principale sceneggiatore della serie, Matthew Chauncey il supervisore, Bryan Andrews il regista; tutti e tre hanno ideato e scritto gli episodi insieme al produttore esecutivo Brad Winderbaum, la dirigente Simona Paparelli e il coordinatore della sceneggiatura Ryan Little; i fumetti di What If hanno fornito ispirazione per i potenziali punti dei film da modificare. Dopo la creazione di 30 potenziali episodi, Feige ha scelto i suoi preferiti che sono poi stati ridotti a loro volta per comporre la prima stagione da dieci episodi. In origine Bradley propose una puntata in cui si esplorava la realtà in cui Jane Foster diventa Thor; l'idea venne scartata perché verrà utilizzata nel film Thor: Love and Thunder del 2022. Bradley ha chiarito che in ogni episodio saranno rappresentati più film e personaggi per inserire durante la stagione tutti i film e la maggior parte di personaggi.

### Casting
Il piano della Marvel per la serie era di avere gli stessi attori dell'MCU che avrebbero ripreso il loro ruolo nel doppiaggio della serie. Al Comic-Con di San Diego nel luglio 2019, Feige ha rivelato un elenco del cast che includeva Michael B. Jordan, Sebastian Stan, Josh Brolin, Mark Ruffalo, Tom Hiddleston, Samuel L. Jackson, Chris Hemsworth, Hayley Atwell, Chadwick Boseman, Karen Gillan, Jeremy Renner, Paul Rudd, Michael Douglas, Neal McDonough, Dominic Cooper, Sean Gunn, Natalie Portman, Taika Waititi, Toby Jones, Djimon Hounsou, Jeff Goldblum e Michael Rooker, con tutti che presteranno voce ai personaggi da loro interpretati nei film, seppur magari in panni diversi. Feige ha anche annunciato che Jeffrey Wright è stato scelto come doppiatore per l'Osservatore, il narratore della serie. Goldblum ha dichiarato nel novembre 2019 che Robert Downey Jr. avrebbe ripreso il ruolo di Tony Stark nella serie, nonostante alla fine sia stato sostituito da Mick Wingert. Nel gennaio 2021, Frank Grillo ha confermato di aver preso parte alla serie, riprendendo il suo ruolo di Brock Rumlow / Crossbones.

### Animazione
La serie, diretta da Andrews, presenta uno stile di animazione in cel-shading; l'aspetto fisico dei personaggi è interamente basato su quello delle loro controparti cinematografiche e rispettivi attori. Ryan Meinerding, il capo dello sviluppo visivo dei Marvel Studios, ha lavorato con Andrews per trovare lo stile di animazione maggiormente adatto alla serie, che Bradley ha descritto più come uno "stile cinematografico". Bradley ha aggiunto che la Marvel stava "cercando di utilizzare la tavolozza dei colori, l'illuminazione e il design dei personaggi per raccontare mediante essi quanta più storia possibile" in modo simile ai film live-action. Lo studio di animazione Squeeze ha lavorato su cinque dei dieci episodi della prima stagione della serie. Stephan Franck è il direttore dell'animazione della serie.
Il doppiaggio per la serie è iniziato nell'agosto 2019 ed è continuato fino all'inizio del 2020. La produzione è continuata a distanza durante la pandemia di COVID-19, con il lavoro in loco presso i Walt Disney Studios sospeso. Ulteriori registrazioni vocali sono state previste per il febbraio 2021.

### Colonna sonora
Entro ottobre 2020, Laura Karpman è stata scelta per comporre la colonna sonora della serie.

## Marketing
Alcune scene del primo episodio della serie sono state mostrate durante il D23 2019, e altre sono state incluse in Expanding the Universe, uno speciale dei Marvel Studios che ha debuttato su Disney + il 12 novembre 2019. Il primo trailer è stato pubblicato nel dicembre 2020; James Whitbrook sul sito Io9 ha affermato che la serie ha 'un ottimo aspetto'. Chris Evangelista di /Film ha ritenuto che fosse "dannatamente bella", considerando What if...? una "buona scusa per stravolgere l'MCU così come lo conosciamo e raccontare storie completamente nuove e ancora più strane che non avrebbero mai avuto luogo nei loro film". Scrivendo per Polygon, Petrana Radulovic ha dato una buona valutazione ritenendo che il trailer mostrasse "tutta la portata delle possibilità narrative".

## Distribuzione
What If...? ha debuttato ufficialmente l'11 agosto 2021 su Disney+ ed è composta da 9 episodi. Fa parte ufficialmente della Fase Quattro dell'MCU. Anche la seconda stagione sarà composta da 9 episodi.
L'uscita della serie è stata anticipata da tre episodi della miniserie Marvel Studios: Legends pubblicati sulla piattaforma Disney+ il 4 agosto 2021 con clip che riassumono le storie di Peggy Carter, dell'Iniziativa Avengers e dei Ravagers. In occasione dell'uscita della seconda stagione il 15 dicembre 2023 è stato pubblicato un episodio che racconta la storia dei Guardiani del Multiverso.

### Edizione italiana
La direzione del doppiaggio italiano è a cura di Metello Mori, per conto della Dubbing Brothers Int. Italia. La maggior parte dei personaggi condividono gli stessi doppiatori italiani dei film, ad eccezione di Nick Fury (doppiato da Fabrizio Pucci invece che da Paolo Buglioni) ed alcuni personaggi minori.

## Accoglienza

### Critica
Il sito web di aggregazione di recensioni Rotten Tomatoes riporta per la prima stagione della serie una valutazione di approvazione del 94% con una valutazione media di 7.95 su 10, basata su 102 recensioni. Il consenso critico del sito recita: "What If...? potrebbe non aggiungere molto alla più ampia narrativa del MCU, ma le interpretazioni sorprendenti di personaggi amati e alcune delle migliori sequenze d'azione dell'intero franchise rendono la visione coinvolgente." Metacritic, che utilizza una media ponderata, ha assegnato alla prima stagione un punteggio di 69 su 100 basato su 16 critici, indicando "recensioni generalmente favorevoli".
Liz Shannon Miller di Collider, rivedendo i primi tre episodi, ha ritenuto che la serie fosse all'altezza della promessa di mostrare "giri totalmente nuovi ma familiari" nell'MCU. Per quanto riguarda l'animazione, Miller pensava che a volte "mancasse di profondità" e desiderasse che fossero usati stili diversi per adattarsi a ogni storia raccontata, le sequenze d'azione erano "magnificamente eseguite, con un tocco in più di fumetti per aumentare la realtà del spettacolo, esaltandone l'intera estetica”. Per Miller, mentre alcuni dei doppiatori di ritorno non sono stati in grado di catturare "l'essenza dei loro personaggi" così come altri, il semplice fatto che siano tornati ha migliorato la serie, con elogi anche per i nuovi attori che hanno doppiato personaggi affermati e notando che Wright era un casting "perfetto" come l'Osservatore. Ha concluso che “What If...?” era "seriamente il sogno di un superfan dell'MCU a volte, anche se una volta superata la scoperta iniziale di "What if..." di ogni cortometraggio, a volte è difficile rimanere coinvolti". Dando ai primi tre episodi 3,5 stelle su 5, Alan Sepinwall di Rolling Stone ha affermato che la serie era "irregolare nel modo in cui lo sono quasi tutte le serie antologiche. È divertente semplicemente perché il livello di controllo della qualità alla Marvel è piuttosto alto in questi giorni... e perché alcune delle idee sono intrinsecamente attraenti o sono usate per modificare abilmente ciò che sappiamo dai film. Ma non tutte le puntate sono all'altezza del potenziale apparentemente illimitato del titolo."
Nella sua recensione dei primi tre episodi, Tyler Hersko di IndieWire ha ritenuto che la serie fosse un "paradosso" poiché era sia "il titolo più Marvel Cinematic Universe di sempre" sia anche "il primo capitolo del MCU da anni che non si sente gravato dalla necessità di adattarsi meticolosamente al canone del franchise o stuzzicare sfacciatamente le rate future". Ha chiamato questo "una boccata d'aria fresca", con What If...? "offrendo ai fan esattamente quello che vogliono mentre si aggrappano ancora ad alcune sorprese", presentando molti riferimenti e battute nell'universo per i fan di lunga data, mentre continuano a creare storie autonome che potrebbero attrarre tutti gli spettatori. Hersko ha definito l'animazione "un assoluto piacere da vedere in movimento", e ha dato agli episodi un "B+".

## Riconoscimenti
- 2022 - Premio Emmy[26]
  - Candidatura per miglior serie animata
  - Miglior doppiatore a Chadwick Boseman per T'Challa / Star-Lord[4] per l'episodio E se... T'Challa fosse diventato Star-Lord?
  - Candidatura per miglior doppiatore a Jeffrey Wright per Uatu l'Osservatore per l'episodio E se... l'Osservatore avesse infranto il proprio giuramento?
- 2022 - Critics' Choice Awards[27]
  - Miglior serie animata